# Stefan Jovanović (umetnik)
Stefan Jovanović (Valjevo, 14. april 1990) srpski je umetnik i publikovani autor iz oblasti automobilizma i medicine.

## Život i obrazovanje
Odrastao je i osnovnu školu završio u Bačkoj Palanci. Nakon osnovne, upisao je srednju medicinsku školu „7. april”, smer farmaceutski tehničar, u Novom Sadu.
Govori engleski jezik. Živi u Beogradu.

## Medicina
Na Medicinskom fakultetu, Univerziteta u Novom Sadu, diplomirao je 2017. godine sa titulom magistra farmacije. Bio je član Farmaceutske studentske asocijacije Novog Sada dve godine. Koautor je naučnog rada na temu Uporedna analiza upotrebe fiksnih kombinacija lekova koji deluju na renin-angiotenzin sistem, u Republici Srbiji i Nordijskim zemljama, u periodu 2010-2015. godine koji je objavljen u prvom broju Srpskog medicinskog časopisa lekarske komore. Trenutno uporedo radi i u farmaceutskoj industriji i na polju umetnosti.

## U svetu umetnosti
U ranom detinjstvu još sa 9 godina počinje da se bavi amaterskom, dokumentarnom fotografijom koristeći analognu kameru i film. 2009. godine menja pravac u smislu oblasti fotografije kojom će se baviti i u periodu do 2012. godine biva objavljivan u nekoliko brojeva prestižnih srpskih magazina ReFoto i DigitalFoto, kao i na brojnim inostranim portalima. Nakon pauze od nekoliko godina fotografiji se vraća 2018. godine od kada se bavi Fine Art fotografijom koju redefiniše motivima koji nisu dovoljno artistički obrađivani u prošlosti, kao što su lepota finkcionalnog automobilskog dizajna, enterijeri i arhitektura koji koegzistiraju kao celina u jednom kadru.

### Izložbe
Široj javnosti postaje poznat nakon samostalne izlozbe KOHEZIJA održanoj u galeriji Kvart, novembra 2021. godine u Beogradu. Po prvi put je na jednoj nacionalnoj izložbi ovog karaktera prikazan metalik arhivski papir kao medijum izbora u odnosu na češće korišćenu mat verziju.
Kohezija predstavlja prikaz harmonije potpuno različitih aspekata života filtriranih kroz karakterističan tehnički pristup autora. Pokušaj da na posmatrača prenese istinsku estetiku koju je doživeo kao svedok konkretne scene, time zamrzavajući perfektan trenutak kohezije između svetlih i tamnih tonova u jednoj seriji, snažnih, zasićenih boja u odnosu na crno belu klasiku, koheziju fukncionalnog automobiliskog dizajna sa arhitekturom ambijenta, privlačnu silu između molekula baroknog raskoša i minimalističkih čistina kao njegovom opozitu.

### Kritika
| „ | Kao tehnički uređaj i instrument kretanja, automobil je ponudio najrazvijeniji i najrasprostranjeniji interfejs za interakciju čovek–mašina, funkcionišući kao nosilac značenja individualizovanog životnog standarda, sredstvo za udaljavanje sebe od drugih, ali i instrument izgradnje ličnog profila. Predstavljajući jedan od ključnih civilizacijskih dostignuća, automobil u kulturološko-sociološkom kontekstu prezentuje koncept masovne proizvodnje, statusne pozicije u društvu, ali i fetišistički aspekt želje za njegovim posedovanjem... | ” |

 Mišela Blanuša iz teksta: Fantazmi na točkovima
| „ | U svom umetničkom radu Stefan Jovanović obrađuje potpuno različite elemente koje sintetiše u celinu koja se bavi estetikom lepog, raskošnog i luksuznog. Kroz svoj objektiv pruža priliku posmatraču da vidi automobil na drugačiji način od onog na koji je svakodnevno navikao. Stefanove fotografije predstavljaju harmonični spoj minimalizma i barokne raskoši enterijera koji su u sferi uzvišenih individualnih životnih standarda i navika. Pozorišta, opere, muzeji i palate su takođe tema Stefanovih fotografija. Ovi javni prostori daleko od toga da su nedostupni i nepristupačni. Međutim, to su prostori koji imaju svoju publiku. To je prefinjena publika koja se divi samom enterijeru ali i lepoti umetnosti koja u njemu živi. Kultura i umetnost su više sfere, za neke način života, za neke eskapizam iz realnog, ali apsolutno jedinstven svet koji pruža osećaj uzvišenosti i oplemenjuje duh. Svi ovi subjekti umetnikovog interesovanja su kohezija lepote i ukusa, gde je akcenat stavljen na kvalitet i lagano uživanje u savršenim momentima koje život pruža, sve u stilu La Dolce Vita. | ” |

 Ana Kršljanin, istoričarka umetnosti

## Automobilizam
Stefan Jovanović je pasionirani automobilski entuzijasta. U svet vožnje, automobilizma i motociklizma ušao je u ranoj mladosti, 2002. godine. Automobilizam predstavlja jednu od glavnih okosnica njegovih fotografija. Intervjuisan je od strane ElferSpot portala usko specijalizovanog za brend Porše. Takodje objavljivani je autor tekstova na temu Poršea 911 poslednje generacije, u magazinu Duck&Whale (Australija) i Car&Vintage portalu (Italija).

## Spoljašnje veze
- Zvanična prezentacija Архивирано на веб-сајту  (27. јануар 2022)
- „Izložbe u Beogradu – decembar 2021”. Dan u Beogradu. Приступљено 27. 1. 2022.